# 32nd Ohio Infantry Regiment
Le 32nd Ohio Infantry Regiment (ou 32nd Regiment Ohio Volunteer Infantry) était un régiment d'infanterie de l'armée de l'Union pendant la guerre de Sécession .

## Service
Le 32e régiment d'infanterie de l'Ohio a été organisé à Mansfield, Ohio, du 20 août au 7 septembre 1861. Ce régiment créé sous le commandement du colonel Thomas H. Ford fait partie des régiments dit de 3 années pour leur nombre d'années de service (ou plus dans le cas du 32e. Les volontaires ont commencé à former les compagnies au Camp Bartley près de Mansfield puis le régiment a continué de s'organiser au Camp Dennison près de Cincinnati (Ohio) pour terminer la composition de l'État-major. Le 31 août, le régiment est officiellement en service. Le 15 septembre 1861, le régiment quitte l'État de l'Ohio pour rejoindre Grafton (Virginie-Occidentale). Il se rend ensuite à Cheat Mountain dans le même État. La compagnie F est détachée de façon permanente le 22 décembre 1863 et a été par la suite connue sous le nom de 26th Ohio Battery. Une compagnie F de remplacement est constituée en avril 1864.
Le régiment est alors attaché à la brigade de Kimball, à Cheat Mountain, dans le district de Virginie-Occidentale, et ce jusqu'en novembre 1861. Toujours au même endroit, il passe dans la brigade de Milroy, sous le commandement de Reynolds, jusqu'en mars 1862. Avec la brigade Milroy, il passe dans le département des Montagnes jusqu'en juin 1862. Il fait ensuite partie de la 2e brigade de Piatt, 1re division, du Ier Corps d'armée de l'Union, dans l'Armée de Virginie, sous le commandement de Pope, jusqu'en juillet 1862. Piatt's Brigade, White's Division, Winchester, Virginie, jusqu'en septembre 1862. Ensuite le régiment se trouve sous le commandement de Miles, à Harper's Ferry, en Virginie, en septembre 1862. Il fait ensuite partie dans la 3e Brigade, 3e Division, XVIIe Corps, de l'Armée du Tennessee, de janvier à décembre 1863 puis de la 2e Brigade, 3e Division, XVIIe Corps, jusqu'en juillet 1864. Il est ensuite affecté à la 1re Brigade, 4e Division, XVIIe corps, jusqu'en avril 1865. Il finit la guerre en faisant partie de la 2e brigade, 4e division, XVIIe corps, jusqu'en juillet 1865.
Le 32nd Ohio Infantry est démobilisé et retiré du service actif de l'armée à Louisville, Kentucky, le 20 juillet 1865.

## Le 32e au combat

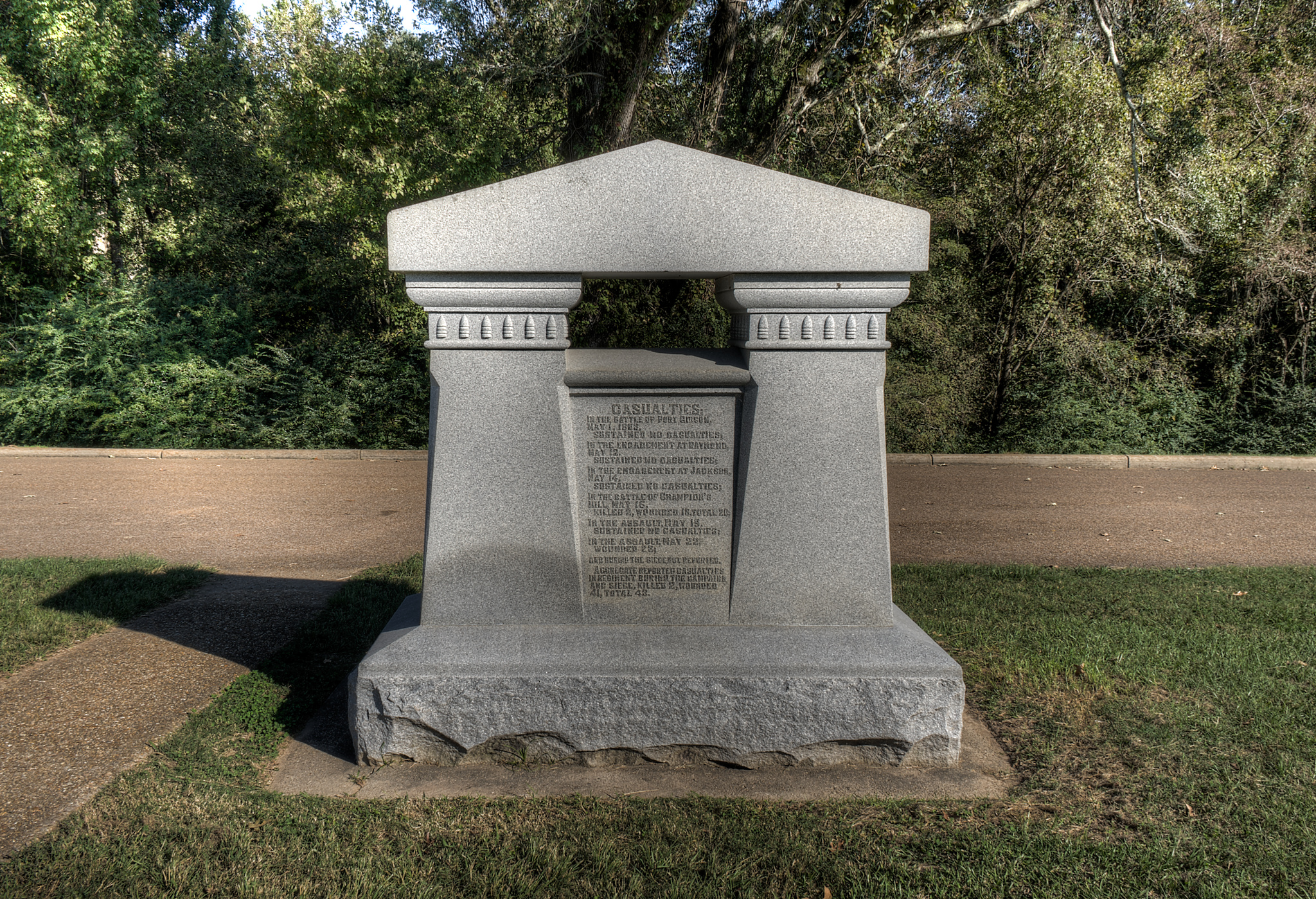
Mémorial au parc militaire national de Vicksburg

### Période de défaites
Le 32e régiment d'infanterie de l'Ohio quitte l'Ohio pour Grafton avec ses 950 hommes, en Virginie, le 15 septembre, puis se déplace jusqu'au Cheat Mountain Summit. Sa première action militaire se situe à Greenbrier River, en Virginie, les 3-4 octobre 1861 contre les troupes du général Henry Jackson pour un résultat indécis du général Joseph Reynolds qui doit revenir sur Cheat Mountain,. Le régiment sert à Greenbrier jusqu'en décembre. Il combat ensuite au Camp Allegheny le 13 décembre où les unionistes du général Robert Milroy sont défaits par le colonel Edward Johnson et obligés de retraiter jusqu'à Beverly (Virginie-Occidentale) pour hiverner de décembre 1861 à avril 1862,. Il participe à l'expédition sur le Seneca du 1er au 12 avril 1862 à l'action sur Monterey le 12 avril. Il reste à Staunton jusqu'au 7 mai. Il participe aux deux défaites de l'union à la bataille de McDowell le 8 mai où le 32e Ohio a six tués et 53 blessés,. Les nordistes reculent jusqu'à Franklin où ils résistent sous le commandement du général John C. Fremont aux confédérés qui retournent dans la vallée de la Shenandoah. Fremont suit les sudistes et les combats à la bataille de Cross Keys le 8 juin. Le 32e est de service à Strasbourg et Winchester pour rester de garnison jusqu'en septembre 1862. Il participe à l'évacuation de Winchester le 2 septembre puis à la défense de Harpers Ferry du 12 au 15 septembre.
Du 12 au 13 septembre, le 32e Ohio Volunteer participe à la défense de Maryland Heights du 12 au 13 septembre mais le colonel Ford, qui commande la 3e brigade (32th Ohio Volunteer, 39th et 126th New York Infantry et 1st Maryland Potomac Home Brigade), découvre que la position qui lui a été assignée n'est pas suffisamment fortifiée pour résister à des troupes supérieures en nombre. Six compagnies du 32nd Ohio défendent l'aile droite de la brigade. Le régiment se rend aux forces confédérées et est capturé le 15 septembre 1862 par les troupes du général Thomas Jonathan Stonewall Jackson,.

### Épuration du corps
Libéré sur parole le 16 septembre après avoir été dépouillé des armes et vivres, le 32e Ohio est envoyé à Annapolis, Maryland, puis à Chicago, Ill., et à Cleveland, Ohio. Le colonel Ford est accusé par les officiels de négligence et traîné en procès devant la commission militaire et condamné à la démission. Démoralisés par le traitement fait au colonel et par leurs défaites, une grande partie des hommes déserte au point qu'il ne restait plus que 35 soldats aptes au service. Le gouverneur de l'Ohio, David Tod promeut le capitaine Benjamin Potts au grade de lieutenant-colonel comme chef de corps. Ce dernier fait remonter le nombre de soldats à 835 hommes. Malgré cela, le secrétaire d'État à la guerre Edwin M. Stanton, décide de punir un certain d'officiers qu'il jugeait responsables d'inciter à la désaffection et les retire du service militaire le 23 décembre 1862.

### Campagne de Vicksburg
Échangé le 12 janvier 1863 le 32e Ohio déménage à Memphis, au Tennessee du 20 au 25 janvier 1863, puis à Lake Providence, Louisiane, 20 février, et enfin à Milliken's Bend, Louisiane, le 17 avril 1863. Il se remet en ordre de bataille et fait mouvement sur Bruinsburg, Mississippi et puis tourne à Grand Gulf du 25 au 30 avril. Il combat à la victoire unioniste de la bataille de Port Gibson le 1er mai 1863 sous Ulysses Grant. Il combat à Raymond le 12 mai sous McPherson puis à Jackson le 14 mai et à Champion Hill le 16 mai. Il participe au siège de Vicksburg (Mississippi), du 18 mai au 4 juillet. Le 32e Ohio Infantry Regiment participe à des assauts sur Vicksburg les 19 et 22 mai pour accélérer la reddition de la ville qui arrive enfin le 4 juillet. Il y reste en service de garnison jusqu'en février 1864. Cela n'empêche pas le régiment de participer à différentes actions comme l'expédition à Monroe (Louisiane) du 20 août au 2 septembre 1863 où à l'expédition à Canton du 14 au 20 octobre 1863. Il combat à Bogue Chitto Creek le 17 octobre.

### Campagne des méridiens
Entre décembre 1863 et janvier 1864, les trois-quarts des hommes du régiment avaient renouvelés leur engagement. Le 32e Ohio Infantry Regiment participe à la campagne des méridiens du général William T. Sherman du 3 février au 2 mars 1864. Il combat à Baker's Creek le 5 février. Ensuite, il s'installe à Clifton (Tennessee), puis en mars à Ackworth (Géorgie) du 21 avril au 8 juin.

### Campagne d'Atlanta
Il participe à la Campagne d'Atlanta du 8 juin au 8 septembre 1864. Ce sont ensuite les opérations autour de Marietta et contre Kennesaw Mountain du 10 juin au 2 juillet. Il lance l'assaut contre Kennesaw le 27 juin et se trouve à Nickajack Creek du 2 au 5 juillet. Le 5 juillet il est à Howell's Ferry puis à la rivière Chattahoochie du 6 au 17 juillet et à Leggett's ou Bald Hill les 20 et 21 juillet. Il participe à la bataille d'Atlanta le 22 juillet, puis au siège d'Atlanta du 22 juillet au 25 août. Il effectue un mouvement de flanc à Jonesborough du 25 au 30 août et combat à la bataille de Jonesborough du 31 août au 1er septembre 1864. Il est à Lovejoy's Station du 2 au 6 septembre. Il participe aux opérations contre Hood dans le nord de la Géorgie et le nord de l'Alabama du 29 septembre au 3 novembre. Il est à Shadow Church et Westbrook's près de Fairburn le 2 octobre. Il est de la marche à la mer du 15 novembre au 10 décembre en passant par Louisville le 30 novembre. Du 10 au 21 décembre 1864, c'est le siège de Savannah qui occupe ce régiment,.

### Campagne des Carolines
Il participe à la Campagne des Carolines de janvier à avril 1865. Il est notamment à Salkehatchie Swamp (Caroline du Sud) du 2 au 5 février ; et à River's Bridge (appelé aussi rivière Salkehatchie) le 3 février pour une victoire sous le major général Francis Blair face au major général Lafayette McLaws. Il est à la rivière South Edisto le 9 février puis à Orangeburg du 11 au 12 février, Columbia du 15 au 17 février où avec le 13th Regiment Iowa Infantry, il est le premier à entrer. Ensuite, une partie du régiment, monté en duo à cheval combat à Fayetteville (Caroline du Nord) les 10 et 11 mars 1865 pour repousser le général confédéré Wade Hampton. Le 16, il participe à l'escarmouche de Ayesboro. Il combat lors de la bataille de Bentonville les 20-21 mars et occupe Goldsboro le 24 mars. Il avance sur Raleigh du 10 au 14 avril et occupe cette ville le 14 avril. Le 32e Ohio Infantry Regiment est à Bennett's House le 26 avril et assiste à la reddition de Johnston et de son armée,.

### Dissolution
Il marche sur Washington, DC, via Richmond (Virginie) du 29 avril au 20 mai 1865. Il participe à la Grande Revue des Armées le 24 mai. Déplacé à Louisville, Ky., le 8 juin, les 565 hommes restant sont démobilisé un mois plus tard,.

## Pertes
Le régiment a perdu un total de 240 hommes pendant la guerre de Sécession ; 5 officiers et 99 hommes de troupe sont tués ou mortellement blessés. À cela s'ajoutent 2 officiers et 143 hommes de troupe qui sont morts de maladie.

## Commandants de corps
- Le colonel Thomas H. Ford. Commandant du corps à sa création[7]. Accusé de négligence à la bataille de Harpers Ferry[2]. Après le procès, démissionné le 8 novembre 1862, par ordre du ministère de la Guerre[8].
- Le colonel Benjamin Franklin Potts. Entré comme capitaine le 20 août 1861, il en deviendra le colonel puis plus tard Brigadier général[9].
- Lieutenant-colonel Ebenezer H. Swinney qui a commandé à la bataille de McDowell et Cross Keys notamment.
- Lieutenant-colonel J.J. Hibbetts. Présent à la commission des officiers de l'armée à Raleight le 14 avril 1865 qui désirait établir une société regroupant tous les officiers ayant servi avec honneur à l'armée du Tennessee et chargée de maintenir le souvenir de cette armée et de promouvoir les faits d'armes des officiers[10].